# Hermann Karl Kersting

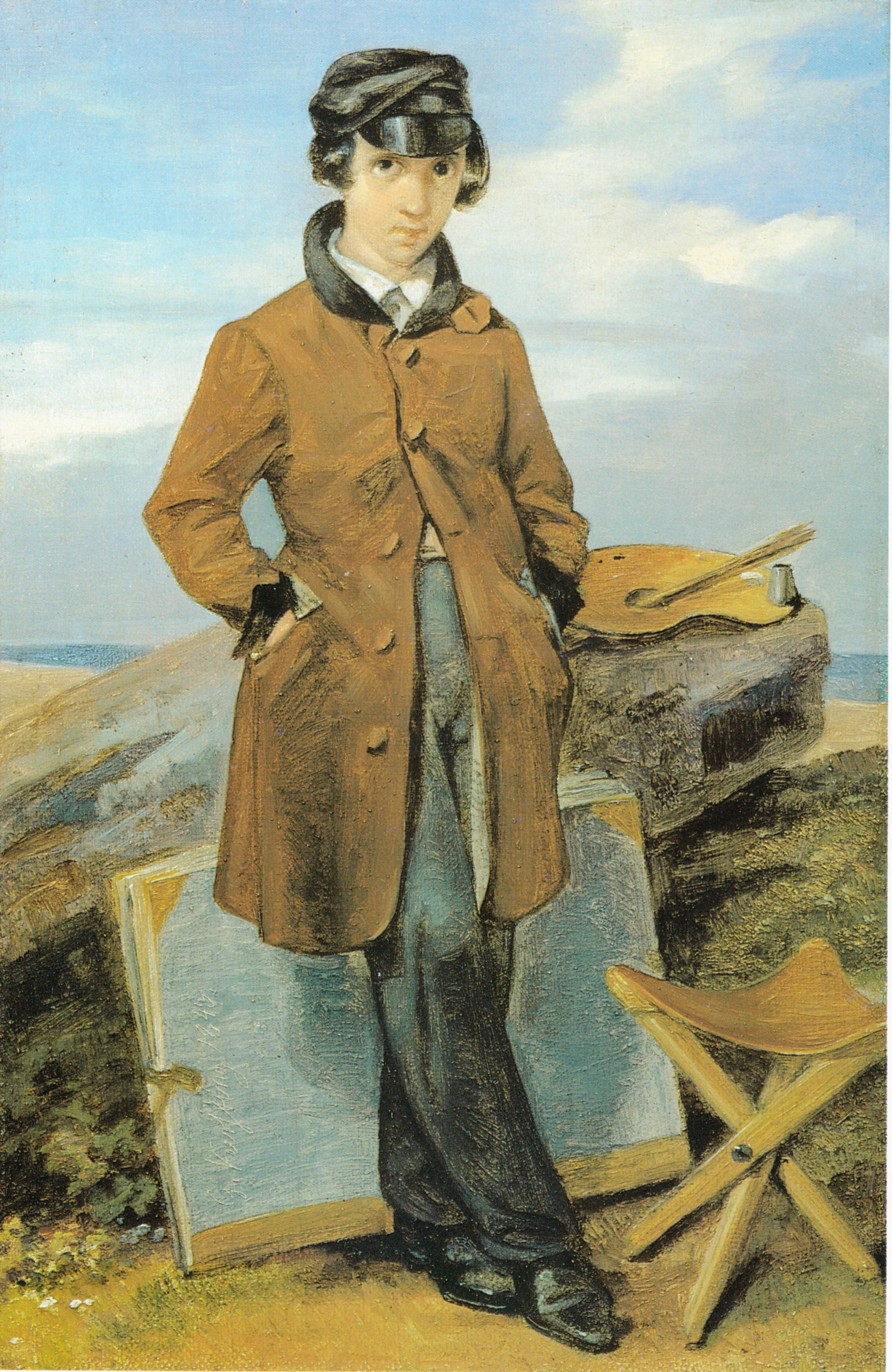
Hermann Kersting als Landschaftsmaler (Georg Friedrich Kersting, 1843)

Hermann Karl Kersting (* 19. Januar 1825 in Meißen; † 11. November 1850 in Dresden) war ein deutscher Historienmaler.

## Leben

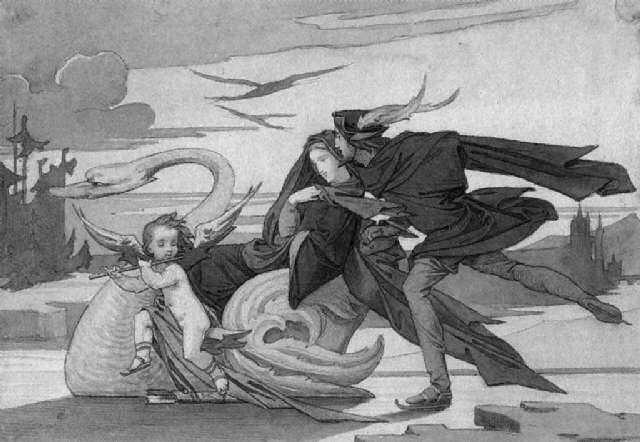
Märchenhafte Schlittenfahrt (Aquarell und Feder)

Er war der Sohn von Georg Friedrich Kersting und dessen Frau Agnes (geborene Sergel). Die erste künstlerische Ausbildung erhielt er bei seinem Vater. Anschließend besuchte er die Dresdner Kunstakademie, wo er zunächst ein Schüler von Eduard Bendemann und später von Julius Schnorr von Carolsfeld war. Ursprünglich neigte er zur Landschaftsmalerei, so hat auch sein Vater den 18-Jährigen als Landschaftsmaler mit Mappe, Palette und Klappschemel in freier Natur dargestellt. Aber unter dem Einfluss vor allem Bendemanns, der zur Düsseldorfer Malerschule gehörte, wandte er sich der Historienmalerei zu.
Sein Bruder hatte sich in Meißen als Arzt niedergelassen. Er starb jedoch schon 1844. Der Vater starb nur wenige Jahre nach diesem 1. Juli 1847. Der Maler Ludwig Richter war ein Freund der Familie.

## Werke (Auswahl)
Durch seinen frühen Tod durch ein Lungenleiden mit 25 Jahren konnte sich sein Talent kaum entfalten.
Eines seiner wenigen Werke zeigt Johann Tetzel, wie dieser von einem Ritter ausgeplündert wird, dem er selbst zuvor einen gültigen Ablassbrief für eine noch zu begehende Sünde verkauft hatte.
Ein weiteres Werk ist ein Aquarell, auf dem zwei junge Damen zu sehen sind, die über eine Brüstung blicken.